# Chlorphéniramine
La chlorphénamine ou chlorphéniramine est un composé chimique de la classe des pyridines, qui a des propriétés médicales anticholinergiques, sédatives, antitussives et antihistaminiques.
C'est surtout comme antihistaminique que la chlorphénamine est utilisée. Elle se prescrit pour atténuer les symptômes associés aux allergies telles que le rhume des foins ou l'urticaire.
C'est un antihistaminique de première génération tout comme la phéniramine dont elle est proche, et, à ce titre, elle a un effet de sédation important.
Dans une étude sur le rhume, la combinaison IFN-α2b, chlorphéniramine et ibuprofène a réduit les symptômes quotidiens moyens de 33 % à 73 % par rapport au placebo. Elle a également atténué la gravité de la rhinorrhée, des éternuements, de l'obstruction nasale, des maux de gorge, de la toux et des maux de tête, tout en diminuant la production de mucus nasal, l'utilisation de mouchoirs et la concentration virale dans les sécrétions nasales.
La chlorphéniramine intranasale a une forte activité antivirale contre le SARS-CoV-2 dans un modèle de cellules épithéliales respiratoires humaines et montre une réduction significative des symptômes (évalués par une échelle visuelle analogique) dès le 3e jour, contrairement au groupe placebo.
Une étude a exploré l'effet de la chlorphéniramine intranasale (iCPM) sur les séquelles post-aiguës du COVID-19 (PASC). Menée auprès de 259 participants dans les essais ACROSS I et III, elle montre que l'iCPM réduit significativement les symptômes du covid long (fatigue, difficultés de concentration, etc.) par rapport au placebo.
Elle fait partie de la liste des médicaments essentiels de l'Organisation mondiale de la santé (liste mise à jour en avril 2013).